# Matryca chemigraficzna
Matryca chemigraficzna, alternatywne nazwy: Matryca trawiona, Matryca cynkowa/magnezowa.
Matryce chemigraficzne to matryce wykonywane metodą fotochemigrafii. Do wykonywania matryc chemigraficznych stosuje się zwykle silnie reaktywne metale jak magnez czy cynk pod postacią blach. Matryce chemigraficzne charakteryzują się kątem nachylenia ścian ok. 30-45° i precyzją umożliwiającej uzyskanie detali. Można odwzorować linie o grubości 0,2mm a także cieńsze, gdy grafika zawiera linie leżące blisko siebie (np. linie o grubości 0,15mm).
Matryc chemigraficznych płytkotrawionych używa się do hotprintu, a głębokotrawionych do tłoczenia, często w zestawach matryca-patryca. Podstawowe zalety matryc chemigraficznych to krótki czas produkcji niezależny od wielkości matrycy i złożoności treści oraz stosunkowo niska cena. Skutkiem zastosowania wysoko reaktywnych i dość miękkich metali jest jednak obniżona żywotność matryc, ponadto metoda chemigraficzna nie pozwala na tak dużą dynamikę rozwiązań i precyzję wykonania jak w wypadku stosowanych alternatywnie matryc grawerowanych.
Po zakończeniu obróbki fotochemigraficznej, matryce mogą zostać wzbogacone są w specjalne efekty artystyczne typu przegłębienia, szorstkości powierzchni, nierówności krawędzi czy rozmycia, przez dodatkowe poprawki wprowadzane przez ręczne nanoszenie kwasu pędzlem w określonych miejscach w sposób podobny do technik malarskich oraz obróbkę grawerską.

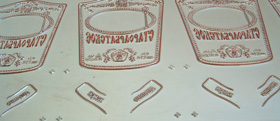
Matryca chemigraficzna, wykonana do aplikacji folii hot-stampingowej na etykiety alkoholowe